# Kostel svaté Máří Magdaleny (Karlovy Vary)
Kostel svaté Máří Magdaleny v Karlových Varech je římskokatolický farní kostel, vystavěný v barokním slohu v letech 1732-1736 v historické části města. Kostel navržený architektem Kiliánem Ignácem Dientzenhoferem je architektonickou dominantou karlovarské lázeňské kolonády. Je chráněn jako národní kulturní památka.

## Historie

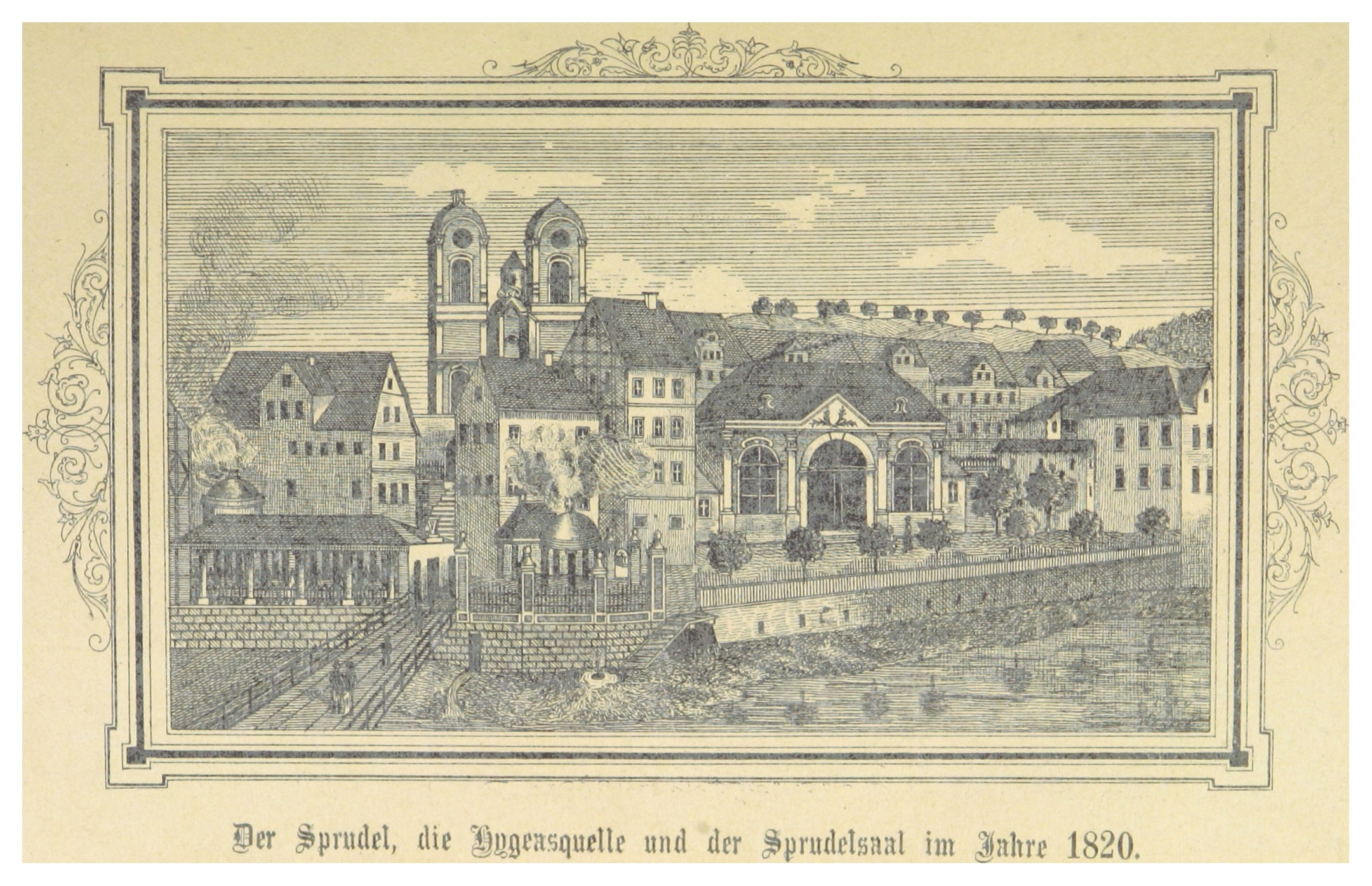
Podoba kostela v roce 1820, před přestavbou věží roku 1861

První zmínka o kostele sv. Máří Magdaleny v místě dnešního kostela je z roku 1485, ale založen byl pravděpodobně ve druhé polovině 14. století. Kostel od jeho založení (stejně jako od roku 1990 dosud) spravovali křižovníci s červenou hvězdou, tehdy za podpory rodiny Šliků. Na farní kostel byl povýšen v roce 1491. Kostel byl obklopen farním hřbitovem, který byl nařízením císaře Josefa II. v roce 1784 zrušen a částečně přenesen ke kostelu sv. Ondřeje; další ostatky zesnulých z tohoto hřbitova byly přemístěny do podzemní kaple pod kostelem, ve výklenku byla zřízena také kostnice.
Nový barokní kostel byl vystavěn na místě gotického kostela stejného zasvěcení ve 30. letech 18. století, protože starý kostel přestal kapacitou stačit rostoucímu počtu měšťanů i lázeňských hostů. Také po technické stránce byl ve velmi špatném stavu, na špatných základech, jimiž prosakovala spodní voda a dokonce hrozil zřícením. 
Znepokojen stavem kostela, přijel roku 1728 do města velmistr křižovnického řádu a někdejší karlovarský děkan František Matěj Böhm v doprovodu pražského architekta Kiliána Ignáce Dientzenhofera, kterého pověřil prozkoumáním podloží v okolí vřídla a vypracováním plánů nového kostela. Architekt Kilián Ignác Dientzenhofer během 14 dnů předložil dva návrhy umístění kostela se zakreslením přesné struktury podloží: jeden chrám situoval na místo starého kostela nad Vřídlem a druhý na Novou louku u řeky Teplé, s plánem na její přemostění. Zmínil se ještě o třetím staveništi "u kolny", které však považoval za nevhodné a nehodlal se jím zabývat.
Zájem o vybudování nového kostela měl také císař Karel VI., který občas přijížděl do lázní na léčení se svým dvorem i hosty, proto věnoval roku 1732 na stavbu tisíc dukátů (4 000 zlatých) a vydal povolení k jeho stavbě. Základní kámen nového kostela byl položen 27. dubna 1733. 
Bourání zdiva starého kostela i staré budovy děkanství a zahájení novostavby vedl pražský stavitel Tomáš Hansen (Thomas Hausl) v letech 1732–1736. Do 9. září 1733 byl dokončen presbytář a sakristie, 1. října 1736 již doklenuta celá kupole a hrubá stavba hotova, ale práce v interiéru pokračovaly ještě v dalších letech. Zúčastnili se jich štukatér Ignác Palliardi z Prahy, truhláři, zámečníci a další řemeslníci.  Celkové náklady na výstavbu kostela činily 95 tisíc zlatých.
V 19. století ve zdejším kostele působil historik August Leopold Stöhr. Roku 1861 došlo k celkové přestavbě věží s novobarokními báněmi. 
V roce 1881 dal karlovarský podnikatel Heinrich Mattoni v Innsbrucku zhotovit dvě vitráže s tematikou vody a vína: "Kristus na svatbě v Káně galilejské" a "Poslední večeře Páně" do velkých protějškových oken nad emporami na severní a jižní straně.
V roce 2010 byl děkanský chrám svaté Máří Magdalény zařazen do seznamu národních kulturních památek.

## Popis kostela

### Exteriér
Jde o jednolodní barokní chrám na půdorysu podélné elipsy se dvěma čtyřbokými věžemi v průčelí, které je konkávně prohnuté. Podvěží je současně předsíní a má půdorys příčně orientované elipsy. Obě symetrické věže jsou římsou členěné do dvou pater, s ciferníky věžních hodin ze tří stran, se zvony, a jsou kryté cibulovitými báněmi. Kostel svaté Máří Magdalény patří k významným dílům českého vrcholného baroka.

### Interiér
V  interiéru se k oválné hlavní lodi, sklenuté kupolí, váže oválný presbytář na půdorysu příčné elipsy a šest osově symetrických kaplí, oddělených sloupy, nesoucími bohatě profilovanou zalamovanu římsu s kuželkovou balustrádou. V severním a jižním velkém okně jsou protějškové vitráže: Kristus v Emauzích a Poslední večeře Páně z 19. století.  
Původní barokní oltáře se nedochovaly kompletně, utrpěly požárem kostela z roku 1759. 
- Na hlavním oltáři je oltářní obraz Ukřižování s klečící Maří Magdalénou u paty kříže, zčernalý obraz od Eliáše Dollhopfa z roku 1752. V mohutném sloupové architektuře stojí čtyři bíle štafírované sochy od Jakuba Eberleho; představují (odleva) svatého Jeronýma s lebkou v ruce, sv. Petra s klíči, sv. Pavla s mečem a sv. Augustina. V nástavci je pozlacený reliéf Nanebevzetí Panny Marie a nad ním dřevořezba Nejsvětější Trojice mezi dvěma anděly.
- Po stranách hlavního oltáře ve dvou malých výklencích visí dva oltářní obrazy bez rámu: na  jižní straně (vlevo) Kající Maří Magdaléna na poušti, na severní straně scéna Noli me tangere s klečící Maří Magdalénou, vztahující ruku ke Kristovi zahradníkovi, oba jsou dílem Josefa Kramolína z roku 1759.
- Křestní kaple s barokním poklopem křtitelnice (1759).
- Barokní kazatelna s dřevořezbami na poprsni a na stříšce, vytvořil je Bernhard Hoffmannn roku 1751.
- Boční oltář s pozdně gotickou poutní sochou madony v zasklené skříni, mezi dvěma sochami morových patronů, sv. Šebestiána a sv. Rocha.
- Boční oltář s barokní zlacenou sochou sv. Jana Nepomuckého uprostřed, na pilastrech, predele a na poprsni oltáře je šest reliéfů z legendy o sv. Janovi.
- Boční oltář Nejsvětější Trojice a sv. Barbory  s barokními reliéfy
- Boční oltář sv. Josefa s barokní sochou světce z roku 1742
- V jižní boční kapli se dvěma barokními řezanými lavicemi (od truhláře Franze Dietla) je v ostění vsazena kopie poutního obrazu Panny Marie Klatovské, datovaná letopočtem 1905.
- V severní boční kapli se dvěma barokními řezanými lavicemi je v ostění barokní kopie poutního obrazu Zbraslavské madony z roku 1769[6]
- Gustav Makarius Tauc: Ikona svaté Anežky České mezi sv. Václavem a Ludmilou (1989)

V rámci exkurze je možná prohlídka podzemních prostor kostela.

## Galerie

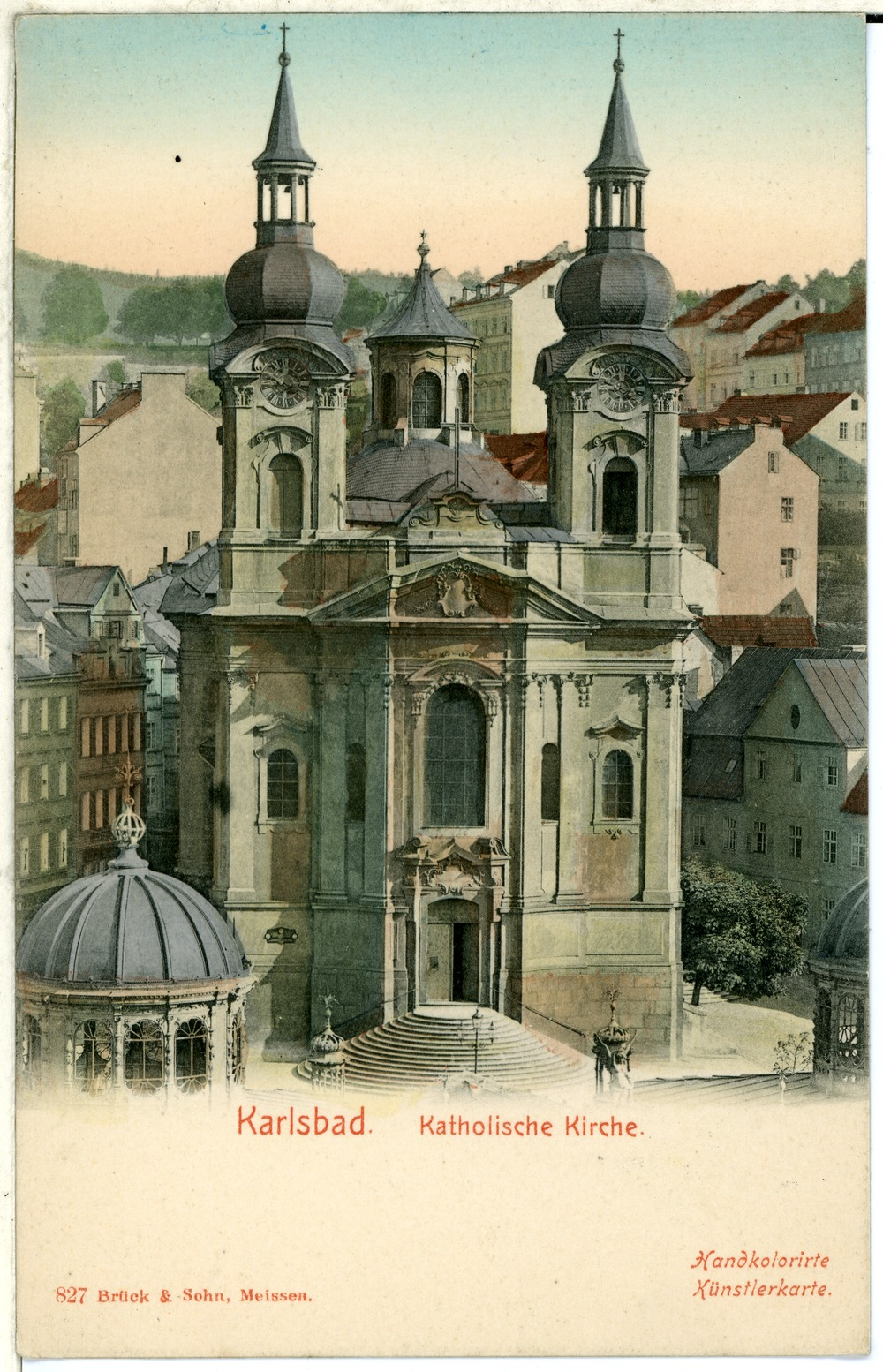
Pohlednice tiskárny Brück & Sohn (1898)
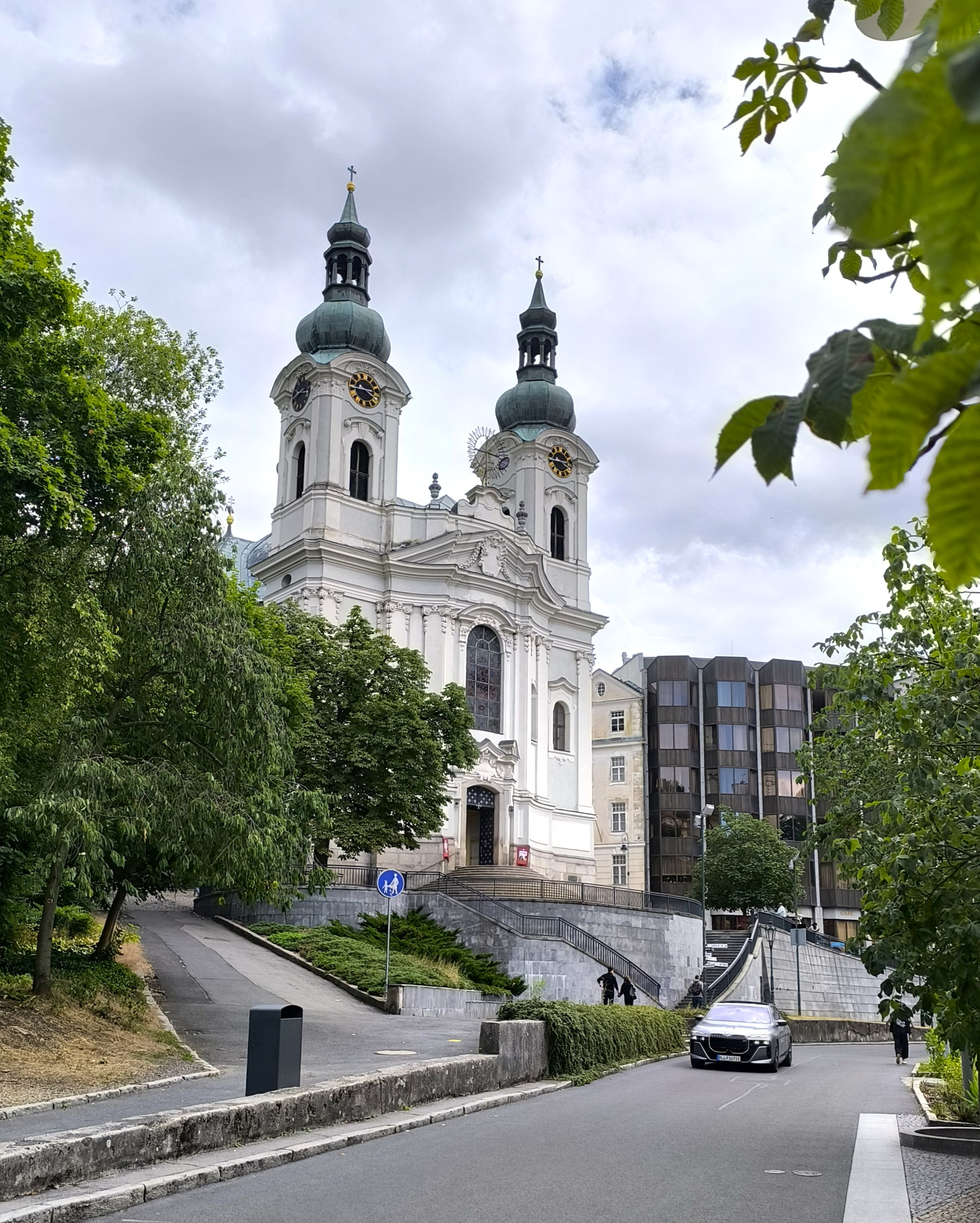
Pohled od severozápadu
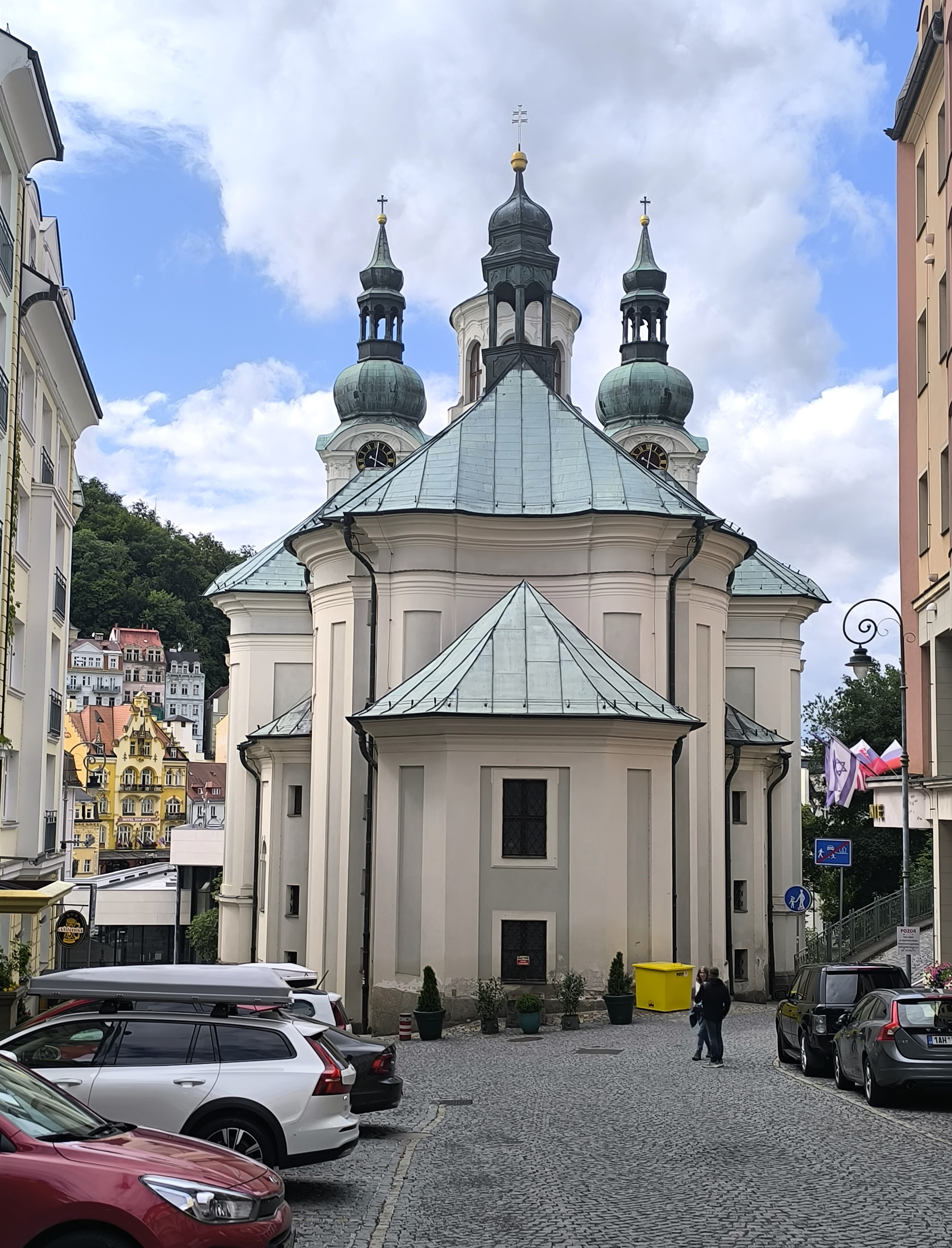
Pohled od východu
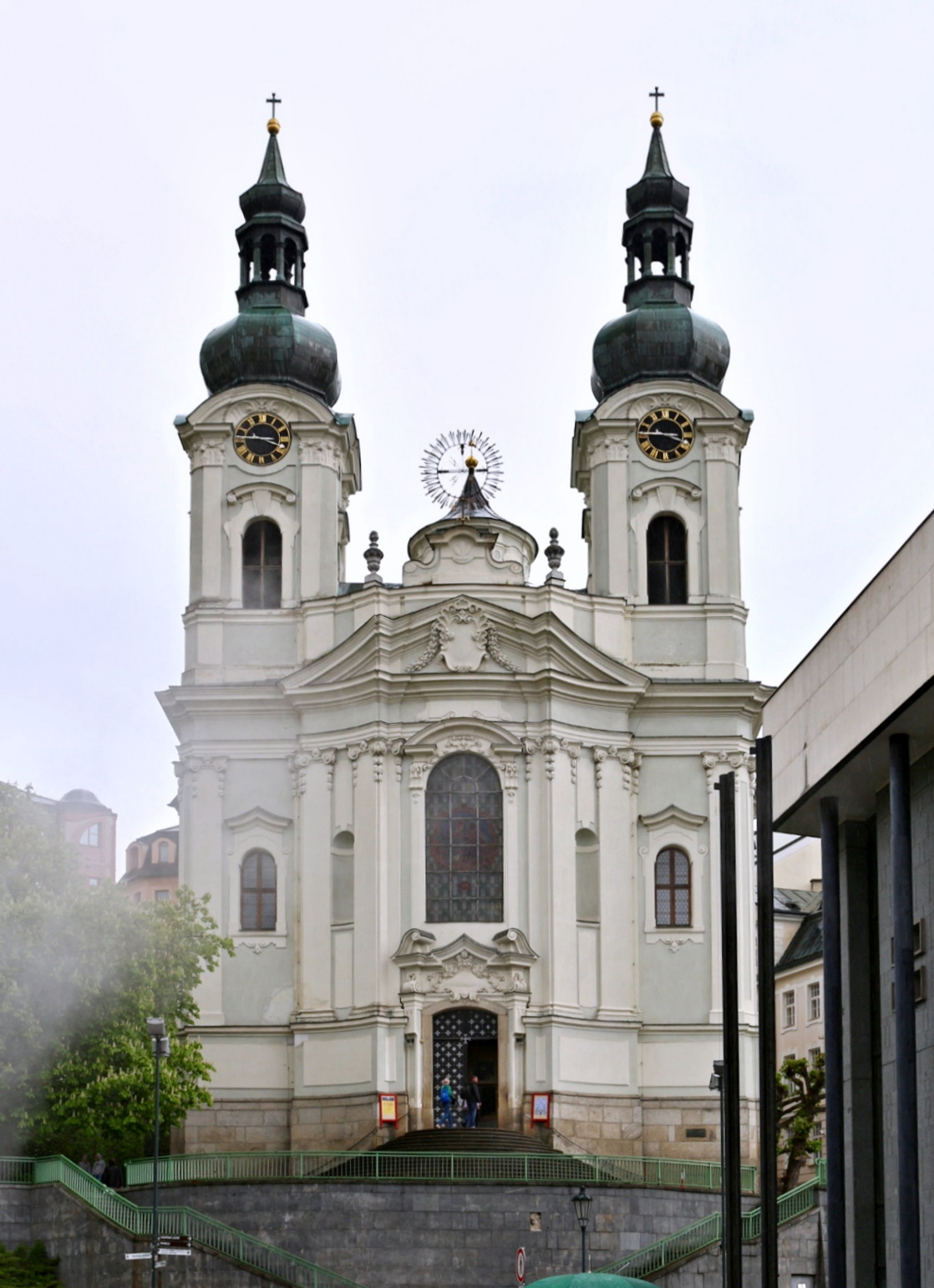
Západní průčelí
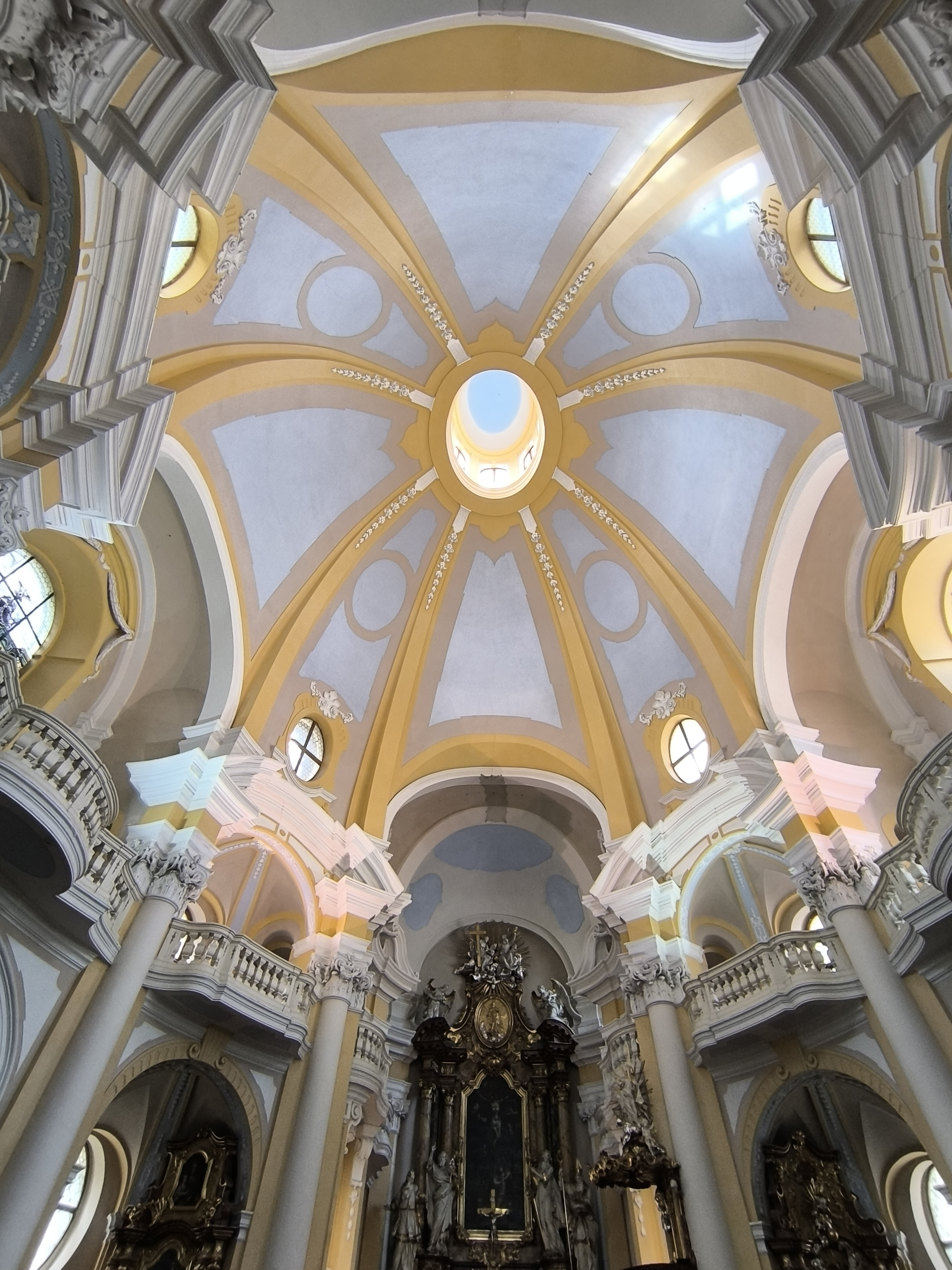
Kupole
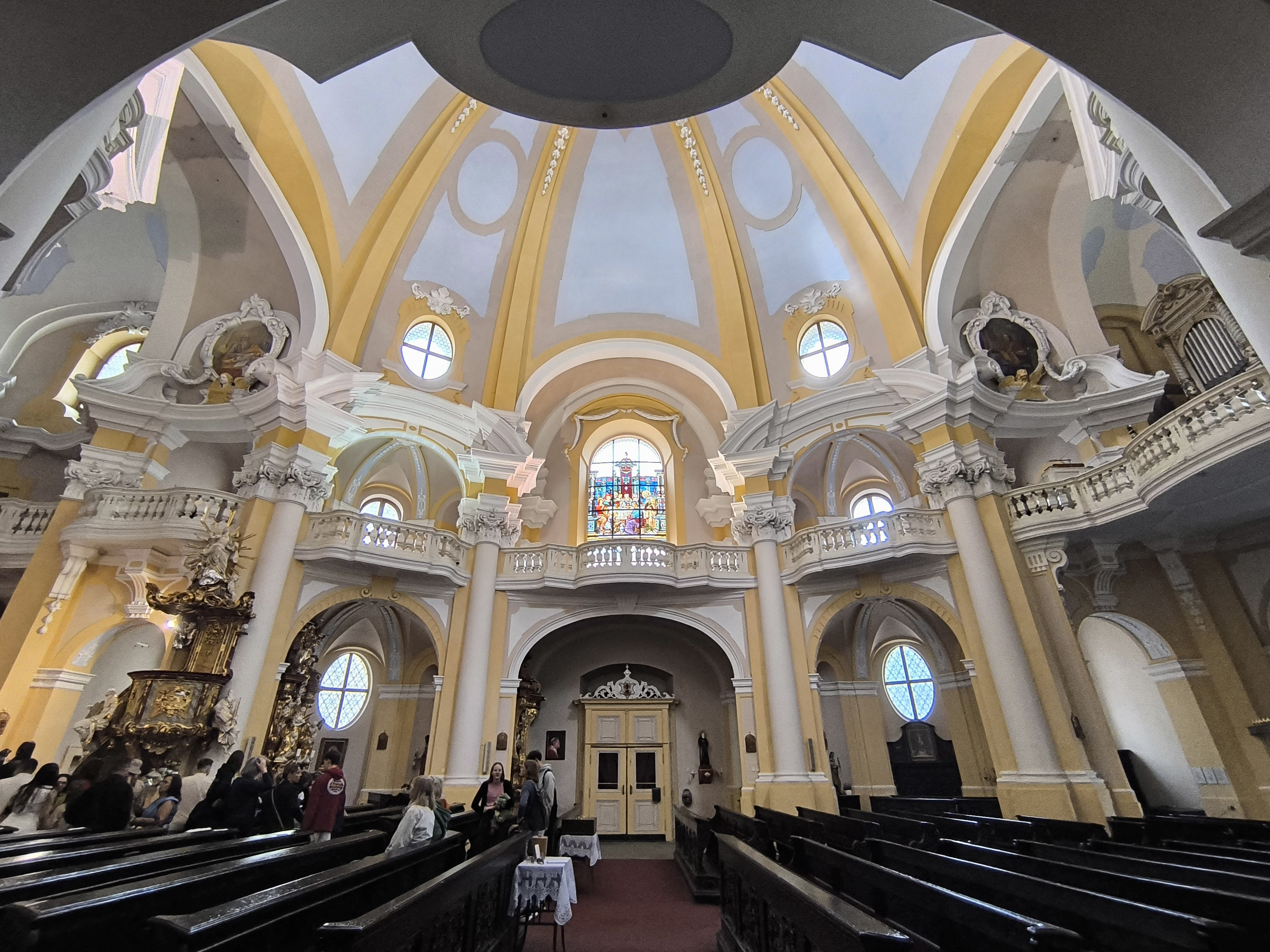
Interiér s bočním vchodem
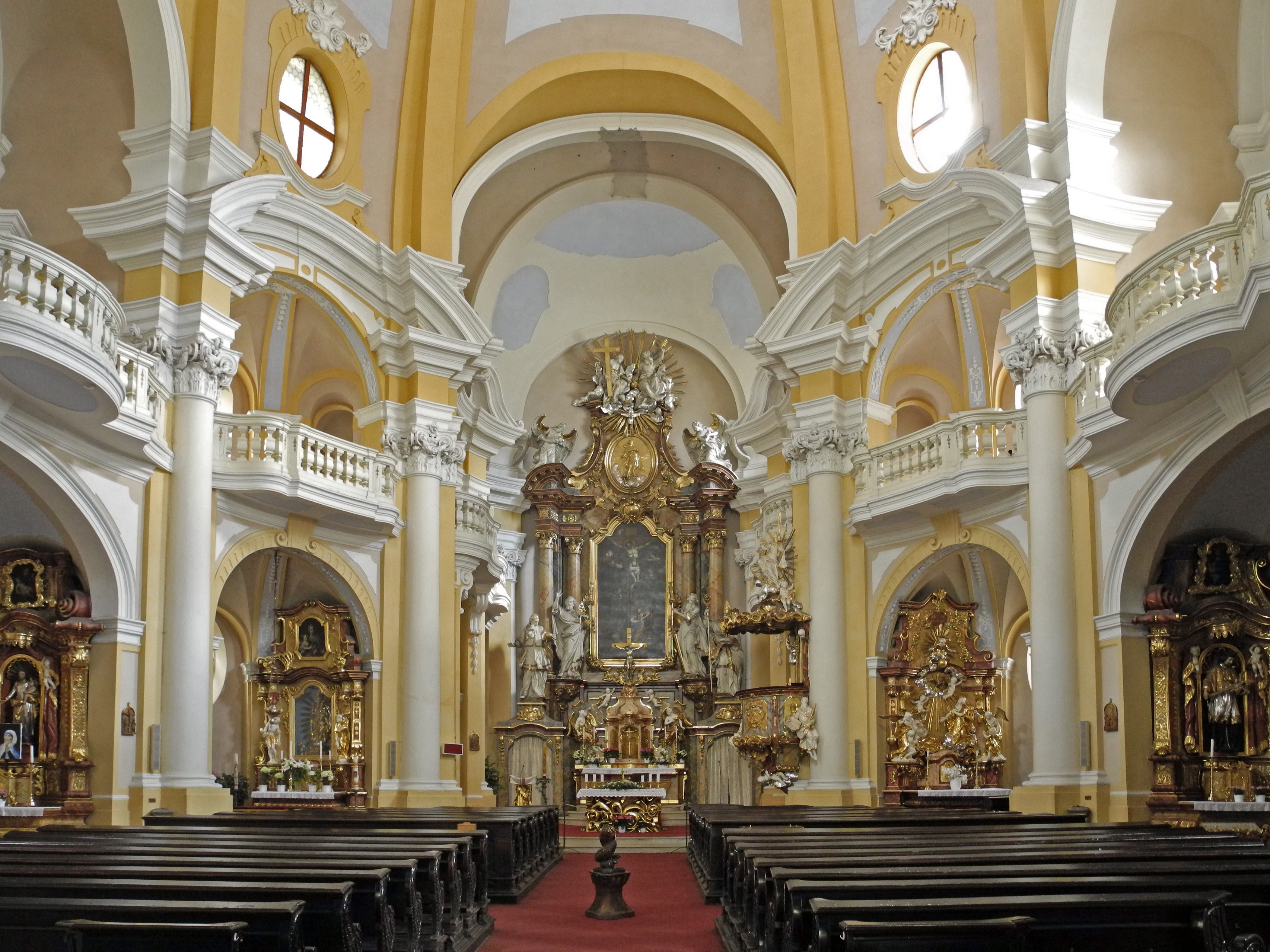
Pohled k hlavnímu oltáři
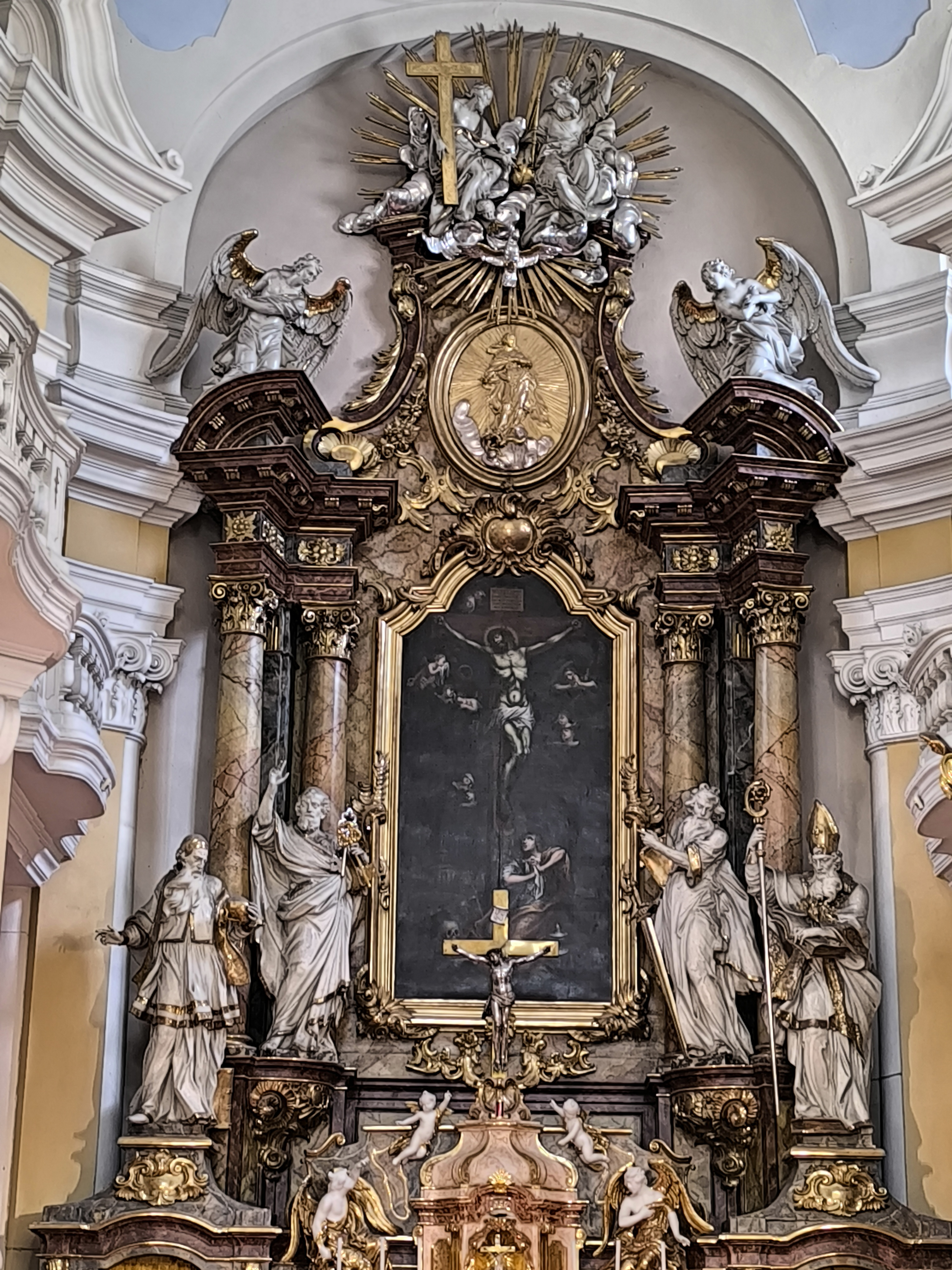
Hlavní oltář
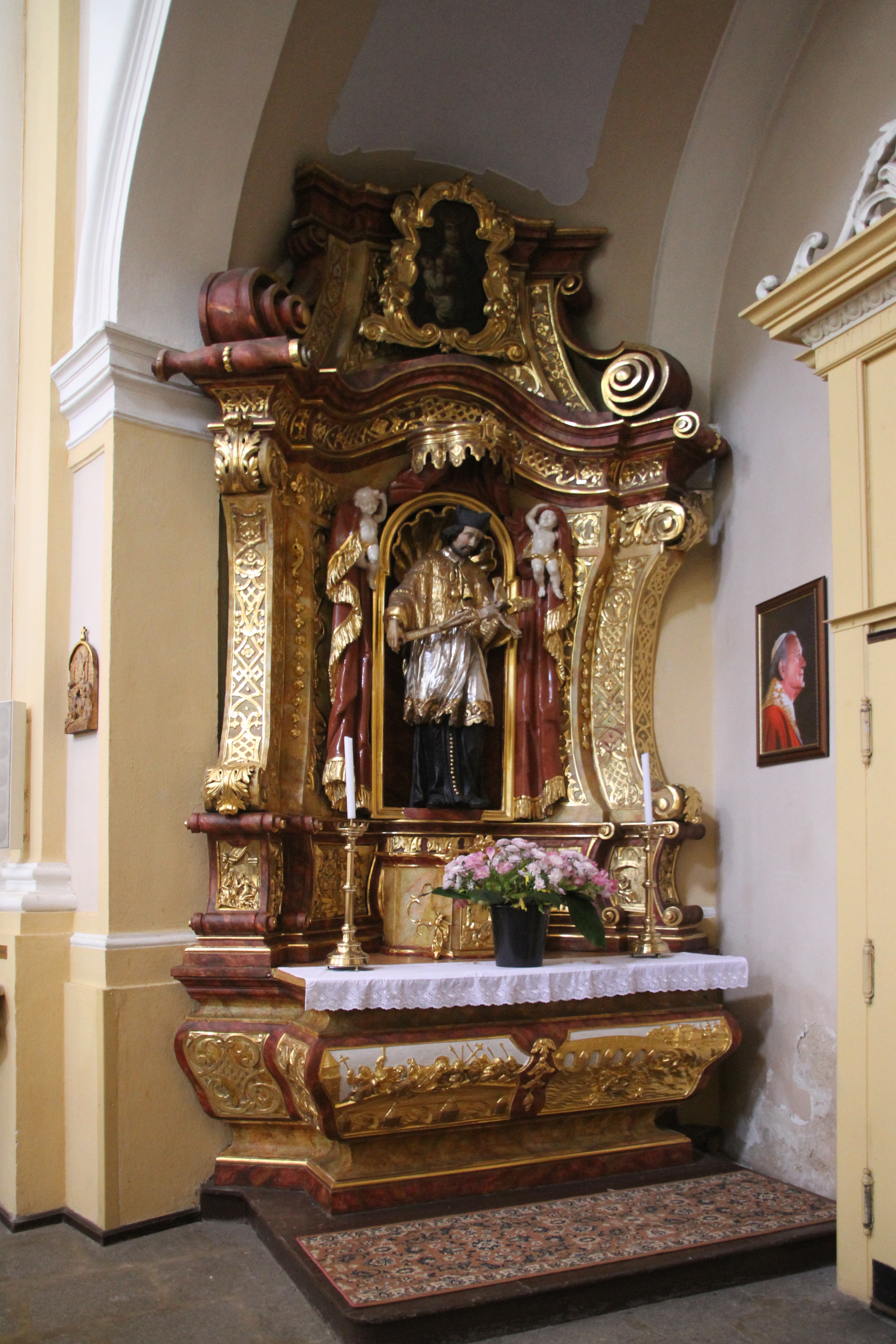
Oltář sv. Jana Nepomuckého
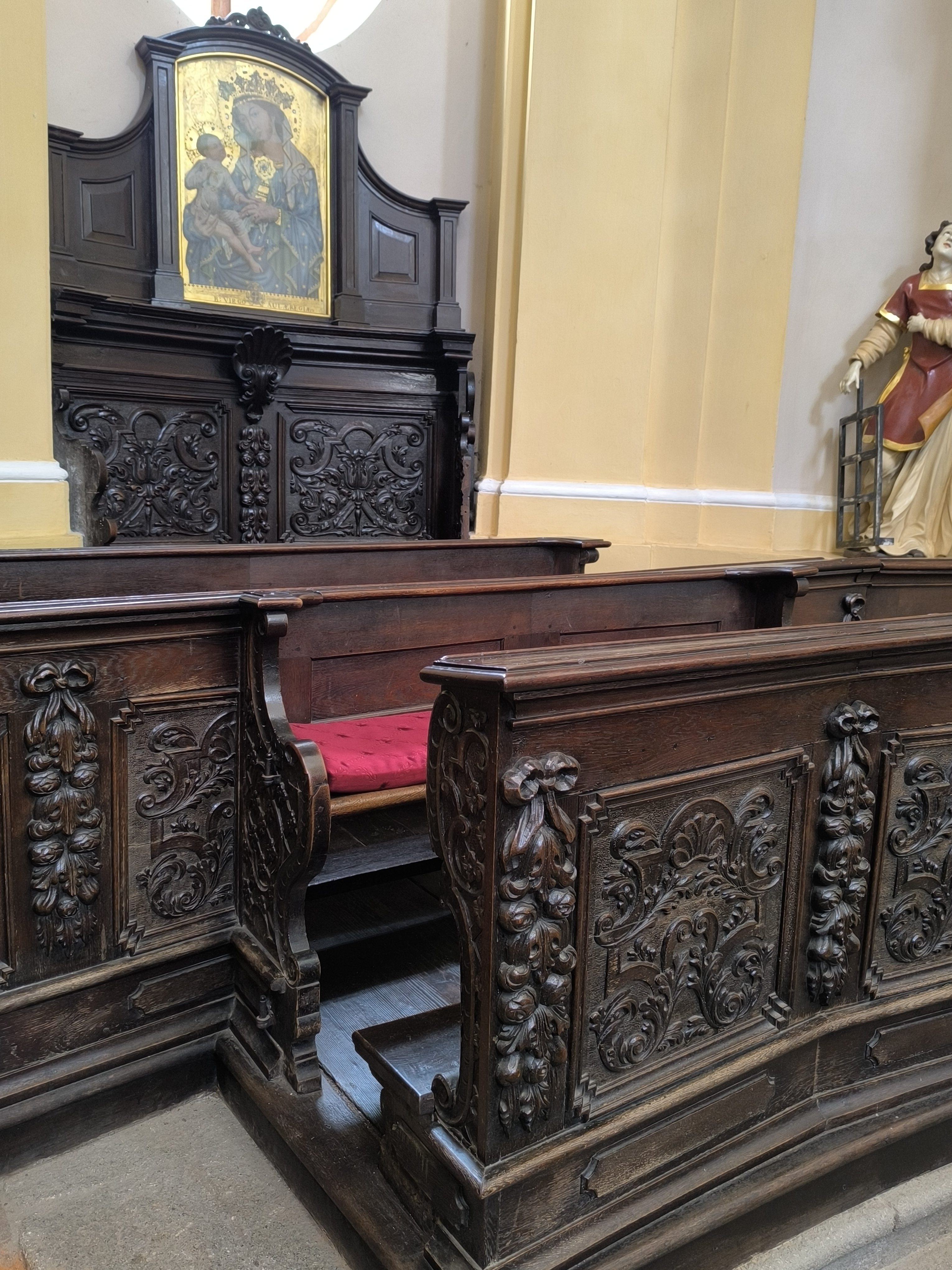
Lavice a Zbraslavská madona
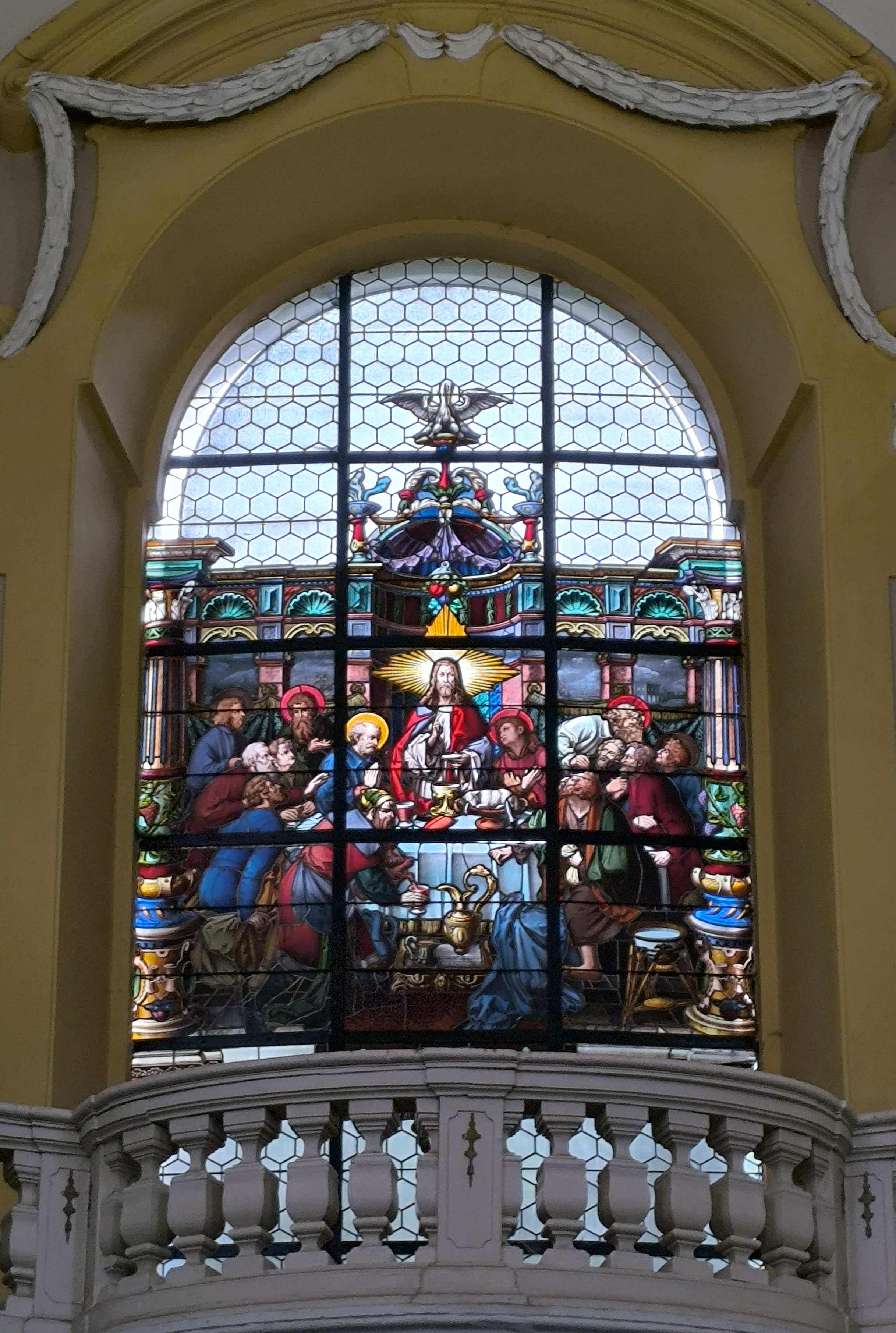
Vitráž Poslední večeře
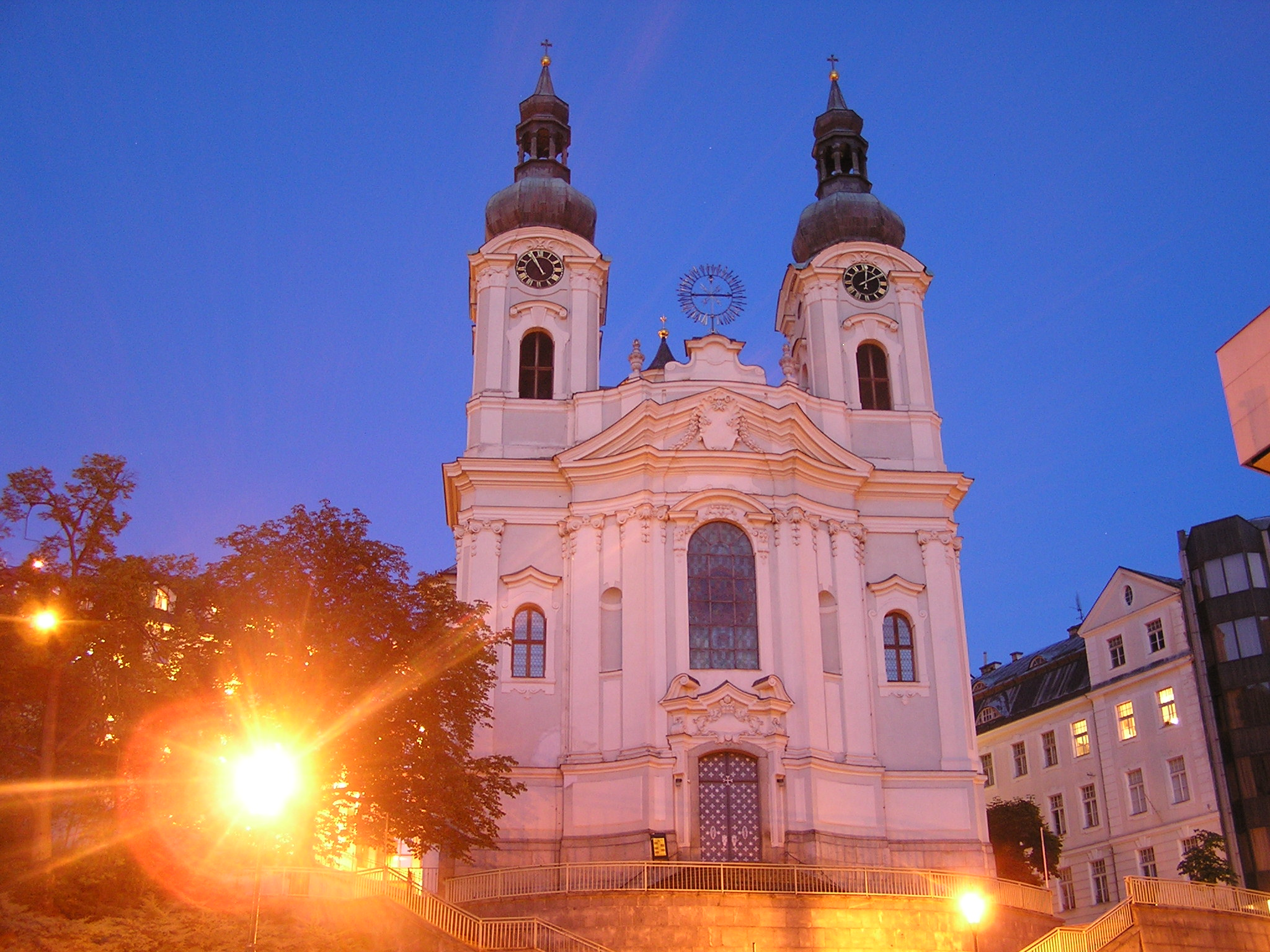
Kostel v noci